# Прва техничка школа Крушевац
Прва техничка школа је највећа стручна школа у Крушевцу. Основана је 1958. године под називом Техничка школа.

## Историја
Школа је до данас више пута мењала име и структуру. Ранији називи су били Школа ученика у привреди, Технички школски центар, Образовни центар „Вељко Влаховић" и Машинско-електротехничка школа.
Историјат Прве техничке школе везан је за послератну изградњу Крушевца и околине. За потребе Фабрике вагона 14.  октобаа која је  запошљавала и до преко 8.500 радника, требало је школовати стручне кадрове металске и машинске струке.
Електро - струка се школовала при  Школи ученика у привреди (Дом Омладине Крушевац ).Тиодор Симоновић је једини стални наставник школе.
Техничка школа формирана је 1959. године.   Посао организовања и руковођења обављао је Мишко Стражместар.
Стварањем великих образовних центара по Србији, 1968. год. у Крушевцу је формиран  Образовни технички центар, а од три претходно наведене школе. Центар је са хемијском и кројачком струком школовао преко 2500 ученика. Да би ученици имали пристојне и радне услове за обављање практичне и теоријске наставе, први директор Центра, машински инжењер  Настас Јакшић уз помоћ општине и Републике је изградио данашњу школу са салом за физичко васпитање и "заводском " зградом.
У машинској струци тадашњег ОТЦ “Вељко Влаховић” радили су најбољи машински инжињери. Практичну наставу обављали су  доајени индустријске школе.
На Фестивалима рада омладине Југославије Центар је освајао углавном прва места и био водећа школа у Југославији. По том критеријуму добили смо право организације, домаћина Фестивала рада 1975. год. Управо тада склопиљена су  побратимства са сличним центром из Сплита " Мато Голем", које је трајало до распада СФРЈ.
Године 1979. Културно просветна задруга града регистровала је у Центру Културно  уметничко друштво. Најбоље резултате у раду Друштва постизали су рецитатори, такмичећи се широм Југославије. Фолклорна секција имала је највише јавних наступа. Школа је имала свој оркестар, озвучење и народну ношњу. Школа је издавала свој лист "Технички школски центар" и "Вељко", чију су  редакцију чинили  ученици, а уредник је био професор књижевности  Драгослав Гавриловић.
За потребе ученика школа је формирала здравствену службу у просторијама школе. Лекар и зубар радили су у радном времену школе.
Почетком осамдесетих година у школи је почела експанзија електро струке. Примљена су два стална радника, електро инжињера и повећан  је број  одељења. Данас се број наставника и професора ове струке повећао на око 20.
Пратећи ситуацију у привреди, школа је почела да образује и кадрове за саобраћајну струку. Данас бивши ученици ове струке образују младе генерације.
Прва техничка школа у Крушевцу прати сва друштвена догађања, привредна кретања, промене у образовном систему и са успехом, се уклапа у нове токове.

## Опремљеност
Школа поседује добро опремљене кабинете, богату библиотеку, возни парк и фискултурну салу.

## Подручја рада
- Електротехника
- Машинство и обрада метала
- Саобраћај

## Ванредно школовање
Школа је верификована и за образовање ванредних ученика. Рад на образовању се остварује у складу са Законом о средњој школи, Статутом школе и Правилником о начину организовања и спровођења испита редовних и ванредних ученика.